# Amantis malayana
Amantis malayana es una especie de insecto de la familia Mantidae, en el orden de los Mantodea.

## Distribución geográfica
Se encuentra en las islas Bacan, Kaisa, y Sulawesi en Indonesia.